# Józefów nad Wisłą
Józefów nad Wisłą is een stad in het Poolse woiwodschap Lublin, gelegen in de powiat Opolski. De oppervlakte bedraagt 3,65 km², het inwonertal 1.023 (2010).

## Partnersteden
- Auce (Letland)
- Hollóháza (Hongarije)